# Varanus gilleni
Varanus gilleni là một loài thằn lằn trong họ Varanidae. Loài này được Lucas & Frost mô tả khoa học đầu tiên năm 1895.

## Hình ảnh

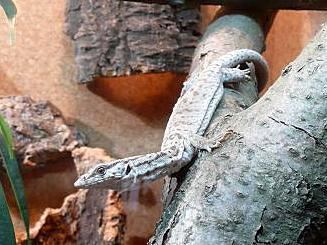
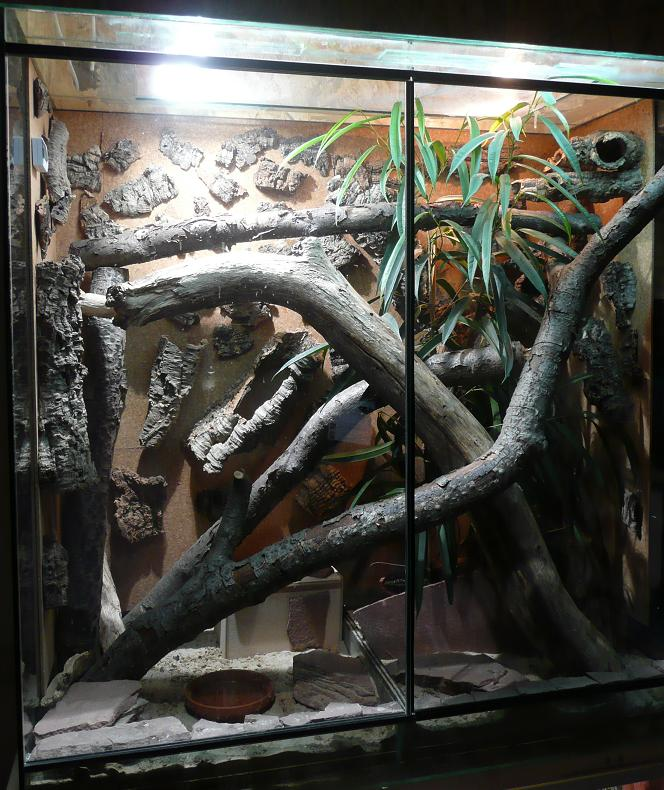